# Благовещенье (Дмитровский городской округ)
Благовещенье — деревня в Дмитровском районе Московской области, в составе Сельского поселения Большерогачёвское. До 2006 года Благовещенье входило в состав Покровского сельского округа.

## Расположение
Деревня расположена в западной части района, примерно в 27 км западнее Дмитрова, на левом берегу реки Лбовка (левый приток Сестры), высота центра над уровнем моря 177 м. Ближайшие населённые пункты — Пруды на юго-западе, Покровское на северо-западе и Михалёво на северо-востоке.

## Население
| 2002 | 2006 | 2010 |
| ---- | ---- | ---- |
| 13   | ↘4   | ↘1   |